# Саламія (район)
Саламія (араб. منطقة سلمية) — район (мінтака) у Сирії, входить до складу провінції Хама. Адміністративний центр — м. Саламія.
Адміністративно поділяється на 5 нохій:
- Саламія-Центр
- Барі-аш-Шаркі
- Ас-Саан
- Саббура
- Укейрібат

| Сирія | Це незавершена стаття з географії Сирії. Ви можете допомогти проєкту, виправивши або дописавши її. |